# Lumino
Lumino é uma comuna da Suíça, no Cantão Tessino, com cerca de 1.185 habitantes. Estende-se por uma área de 9,92 km², de densidade populacional de 119 hab/km². Confina com as seguintes comunas: Arbedo-Castione, Claro, Roveredo (GR), San Vittore (GR).
A língua oficial nesta comuna é o Italiano.